# Common
Lonnie Rashid Lynn, Jr., mer känd under sitt artistnamn Common, tidigare Common Sense, född 13 mars 1972 i Chicago, är en amerikansk hiphopmusiker och skådespelare.

## Karriär
Common debuterade 1992 med albumet Can I Borrow a Dollar? och var välkänd i undergroundkretsar långt in på 1990-talet, varpå han fick en noterbar mainstream-framgång genom sitt arbete med Soulquarians. Hans första album på ett större bolag, Like Water for Chocolate, blev positivt mottaget av kritiker och blev en viss kommersiell framgång. Dess framgång matchades av 2005 års Be, vilken nominerades för 2006 års Grammy Awards för bästa rap-album.
Common har också startat en skådespelarkarriär, vilken startade med en roll i actionthrillern Smokin' Aces, följd av en roll i American Gangster. Han spelar birollen Barnes i filmen Terminator Salvation. Han innehar även en huvudroll i TV-serien Hell on Wheels.

## Diskografi
- 1992 – Can I Borrow a Dollar?
- 1994 – Resurrection
- 1997 – One Day It'll All Make Sense
- 2000 – Like Water for Chocolate
- 2002 – Electric Circus
- 2005 – Be
- 2007 – Finding Forever
- 2008 – Universal Mind Control
- 2011 – The Dreamer, The Believer

## Filmografi (i urval)
- 2007 – Smokin' Aces
- 2007 – American Gangster
- 2008 – Wanted
- 2009 – Terminator Salvation
- 2010 – En galen natt
- 2010 – Just Wright
- 2012 – LUV
- 2012 – Timothy Greens märkliga liv
- 2013 – Now You See Me
- 2013 – Pawn
- 2014 – Selma
- 2015 – Run All Night
- 2016 – Suicide Squad
- 2019 – Tre sekunder
- 2023 - Silo (TV-serie)